# Pamír
Pamír (tádžicky Помир, Pōmīr, kyrgyzsky Памир, Pamir, persky پامیر, Pāmīr, čínsky 帕米爾高原, pinyin Pàmǐěr gāoyuán, český přepis Pcha-mi-er kao-jüan, ujgursky پامىر ئېگىزلىكى, Pamir eghizliki) je rozsáhlý horský masív v Tádžikistánu, Afghánistánu, Číně a drobně i v Kyrgyzstánu. Leží mezi pohořími Hindúkuš, Karákoram, Kchun-lun a Ťan-šan. Celková rozloha činí asi 120 000 km², délka 500 km, šířka okolo 400 km. Je čtvrtým nejvyšším pohořím na světě. Nejvyšší horou Pamíru je Kongur (Kung-ke-er-šan) v Kašgarském hřbetu, vysoký 7 649 m. Tento hřbet se však někdy zařazuje k pohoří Kchun-lun a jako nejvyšší vrchol Pamíru se pak uvádí Štít Ismaila Samaniho (7 495 m).

## Geologický vývoj
Oblast Pamíru ovlivnilo již kaledonské a především hercynské vrásnění. V době alpsko-himálajského vrásnění docházelo ke zdvihům a poklesům rozlehlých oblastí a staré vrásné struktury tak byly značně zmlazeny. Staré paroviny byly zdviženy o 4 000 m, u horských okrajů až 6 000 - 8 000 m. Dodnes se zde vyskytují četná zemětřesení.

## Geografické členění

### Západní Pamír

Mapa pohoří Pamír

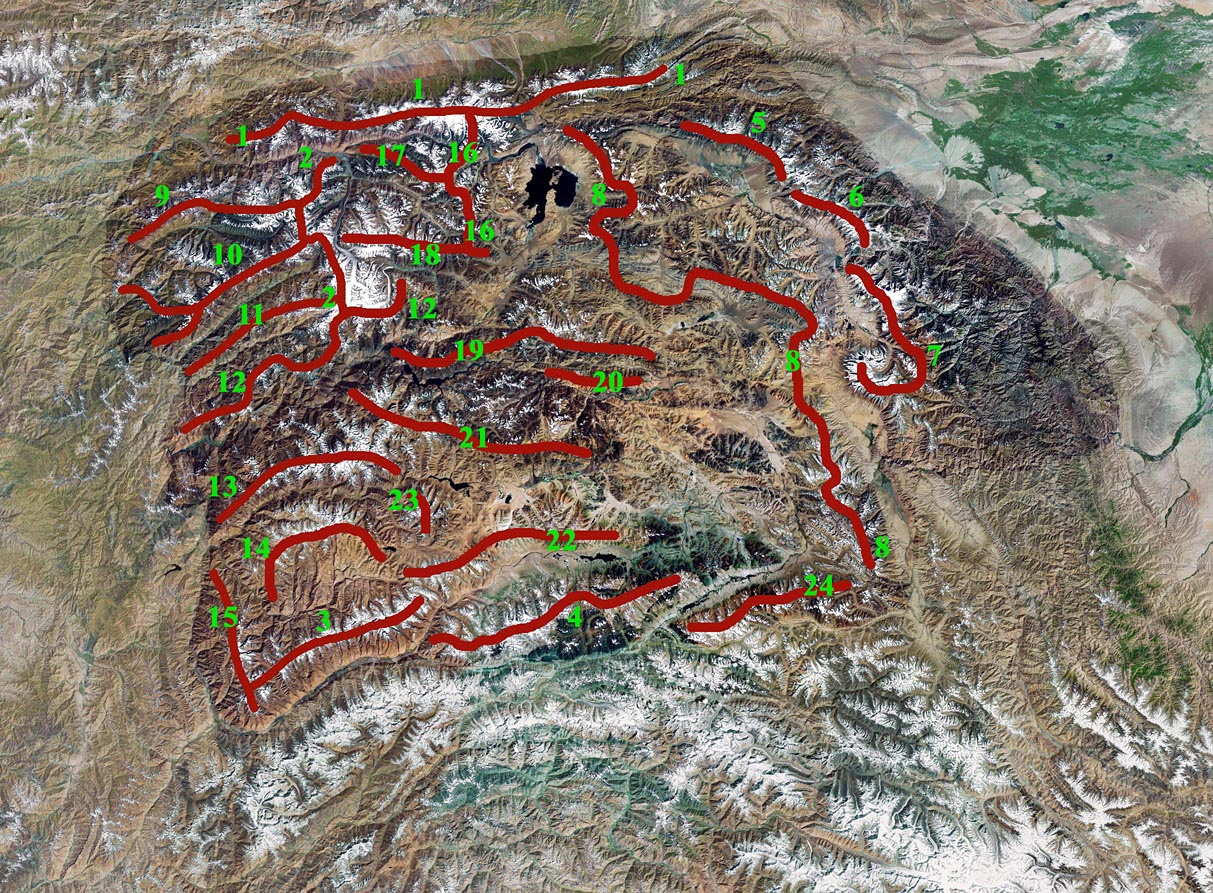
Horské hřbety Pamíru

Západní Pamír má alpský charakter, leží především v Tádžikistánu, jen Zaalajský hřbet zasahuje do Kyrgyzstánu. Vrcholy jsou většinou strmé a ostré, jednotlivé masívy jsou odděleny hlubokými dolinami. Tři vrcholy přesahují nadmořskou výšku 7 000 m, řada dalších je vyšších než 6 000 m.
Ledovce pokrývají plochu asi 8 000 km². Podnebí je vlhké, v nižších polohách se vyskytuje pestrá flóra i fauna.
Nejdůležitější horské hřbety jsou zde:
- Hřbet akademie věd
- Zaalajský hřbet
- Jazgulemský hřbet
- Hřbet Petra I.
- Zulumart
- Šachdarský hřbet

### Východní Pamír

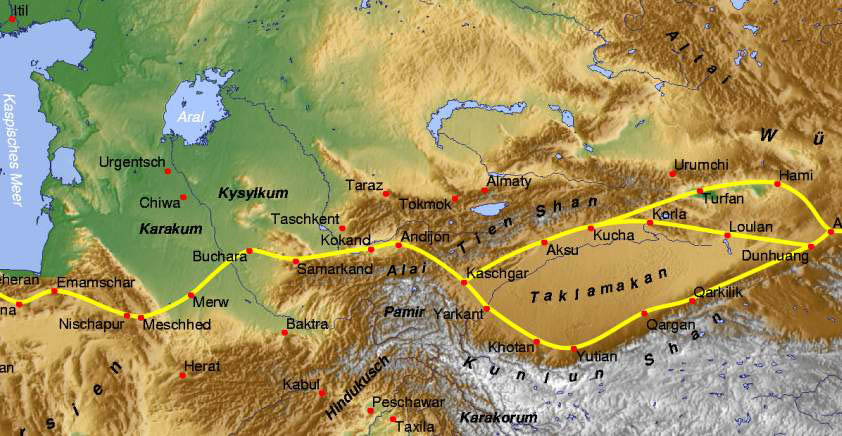
Nákres hedvábné stezky ukazující vzájemnou polohu pohoří v okolí Pamíru.

Východní Pamír leží v Tádžikistánu a částečně v Čínské lidové republice. Od západního Pamíru se výrazně liší: vrcholy jsou nižší (jen málokteré přesahují 6 000 m) a zalednění je řidší. Východní Pamír je rozsáhlá nehostinná náhorní plošina; jeho podnebí je suché a chladné, vegetace i živočišstvo velmi řídké.
Nejdůležitější horské hřbety jsou:
- Sarykolský hřbet
- Muzkol
- Severoaličurský hřbet
- Jihoaličurský hřbet

### Afghánský (Vachánský) Pamír

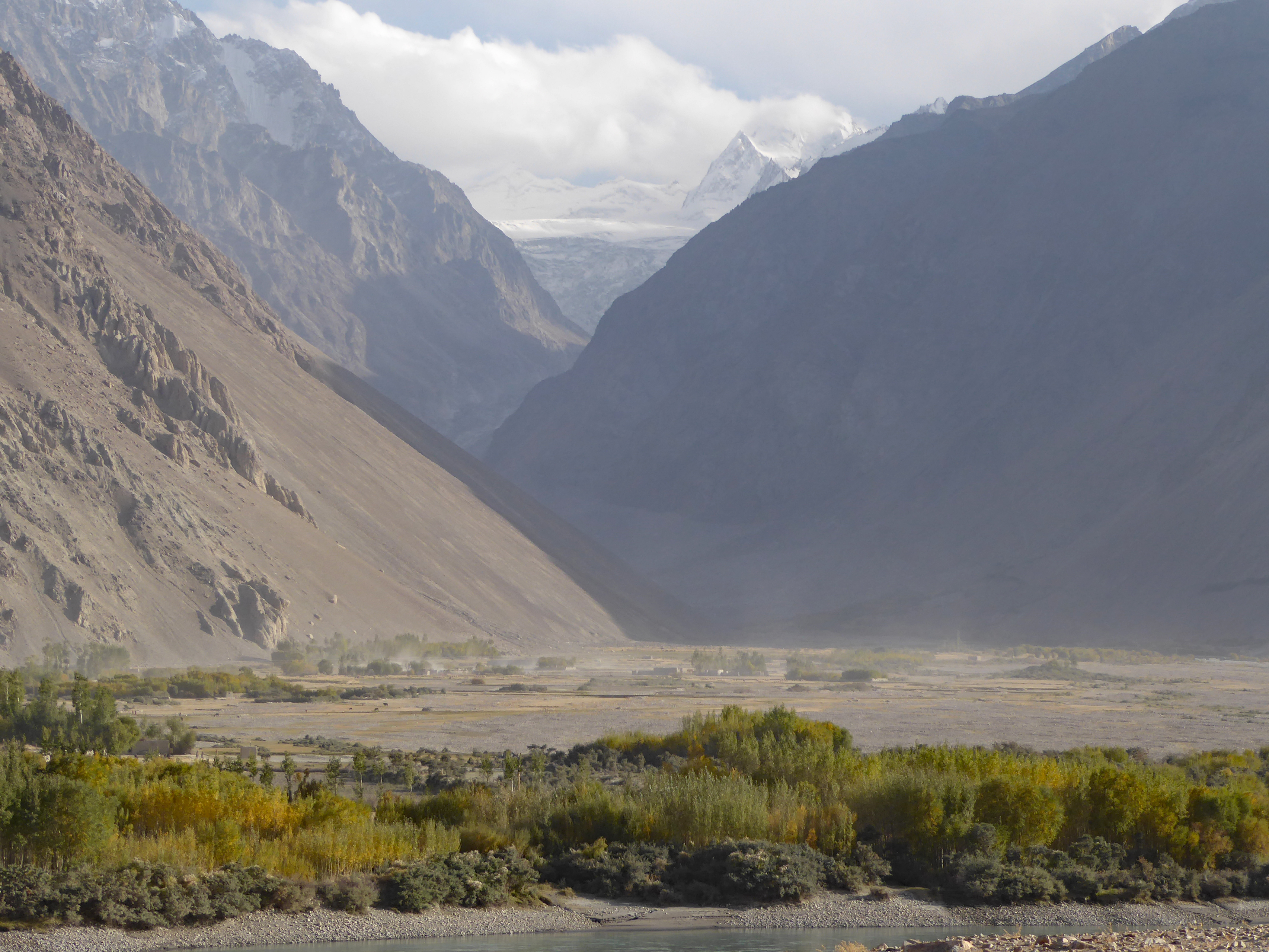
Pamírské údolí v Afghánistánu

Vachánský Pamír sousedí s jižní částí východního Pamíru, leží na území Afghánistánu a nachází se zde Vachánský koridor. Dále s ním sousedí pohoří Hindúkuš. Nejvyšší vrchol je Kóh-i Vachán (6 330 m).

### Čínský Pamír
K čínskému Pamíru patří Kašgarský hřbet. Někdy bývá nesprávně řazen k pohoří Kchun-lun. Tři vrcholy Kašgarského hřbetu přesahují 7 500 m: Kongur (Kung-ke-er-šan), vysoký 7 719 m; Kongur Tjube Tagh, vysoký 7 595 m a Muztagh-ata, vysoký 7 546 m.

## Vrcholy
Níže uvedená tabulka obsahuje nejdůležitější vrcholy Pamíru - jednak jeho nejvyšší vrcholy, a pak také nejvyšší vrcholy jednotlivých horských hřbetů. Nejde tedy jednoduše o seznam nejvyšších vrcholů, mnohé vyšší, ale méně důležité vrcholy uvedeny nejsou.

### Významné vrcholy Pamíru

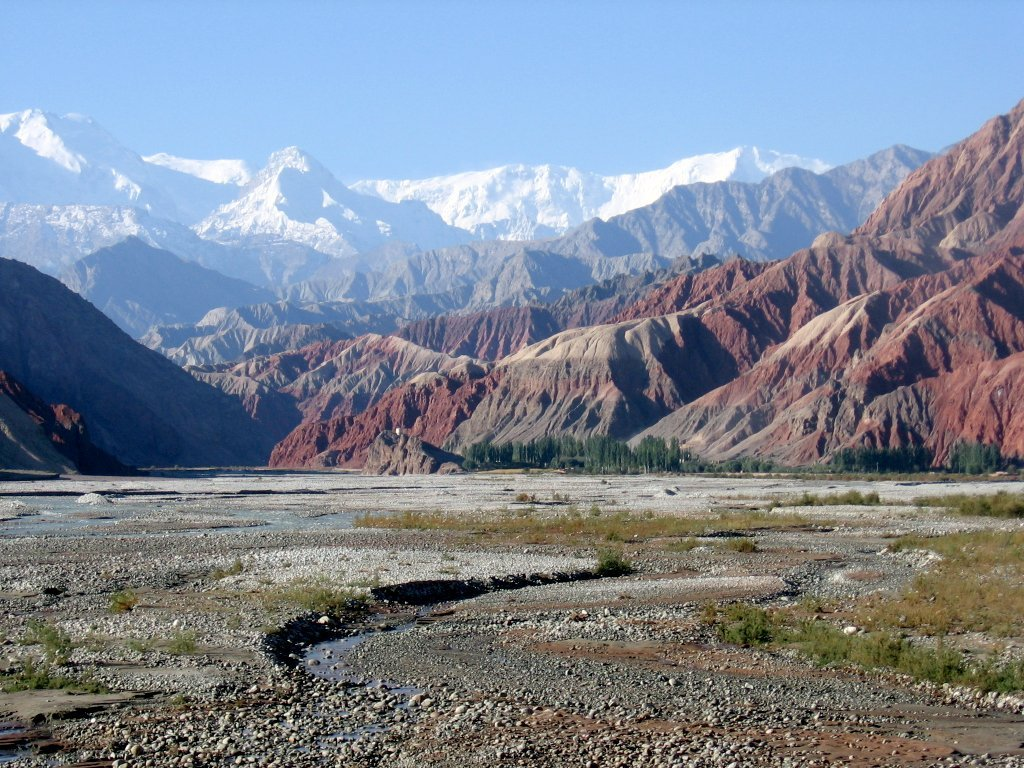
Pohled na Kongur

| Název                 | Alternativní název               | Nadmořská výška (m) | Horský hřbet          | Část Pamírů     | Stát                     |
| --------------------- | -------------------------------- | ------------------- | --------------------- | --------------- | ------------------------ |
| Kongur                |                                  | 7649                | Kašgarský hřbet       | Čínský Pamír    | Čína                     |
| Kongur Tjube Tagh     |                                  | 7595                | Kašgarský hřbet       | Čínský Pamír    | Čína                     |
| Muztagh Ata           |                                  | 7546                | Kašgarský hřbet       | Čínský Pamír    | Čína                     |
| Qullai Ismoili Somoni | Štít Komunismu / Stalina / Garmo | 7495                | Hřbet Akademie věd    | Západní Pamír   | Tádžikistán              |
| Leninův štít          | Qullai Abuali ibni Sino          | 7134                | Zaalajský hřbet       | Západní Pamír   | Tádžikistán / Kyrgyzstán |
| Štít Korženěvské      |                                  | 7105                | Hřbet Akademie věd    | Západní Pamír   | Tádžikistán              |
| Štít Nezávislosti     | Štít Revoluce                    | 6940                | Jazgulemský hřbet     | Západní Pamír   | Tádžikistán              |
| Štít Dušanbe          |                                  | 6952                | Hřbet Petra I.        | Západní Pamír   | Tádžikistán              |
| Štít Moskva           |                                  | 6785                | Hřbet Petra I.        | Západní Pamír   | Tádžikistán              |
| Říjnový štít          |                                  | 6760                | Zulumart              | Západní Pamír   | Tádžikistán              |
| Štít Karla Marxe      |                                  | 6723                | Šachdarský hřbet      | Západní Pamír   | Tádžikistán              |
| Kurumdy               |                                  | 6610                | Zaalajský hřbet       | Západní Pamír   | Tádžikistán / Kyrgyzstán |
| Ľavirdyr              |                                  | 6355                | Sarykolský hřbet      | Východní Pamír  | Čína                     |
| Kúh-i-vachán          |                                  | 6330                | Vachánský hřbet       | Vachánský Pamír | Afghánistán              |
| Čagsraj               | Pik Sovětskich Oficerov          | 6238                | Muzkol                | Východní Pamír  | Tádžikistán              |
| Pik 5929              |                                  | 5929                | Severoaličurský hřbet | Východní Pamír  | Tádžikistán              |
| Kyzyldangi            |                                  | 5706                | Jihoaličurský hřbet   | Východní Pamír  | Tádžikistán              |